# Bystřička

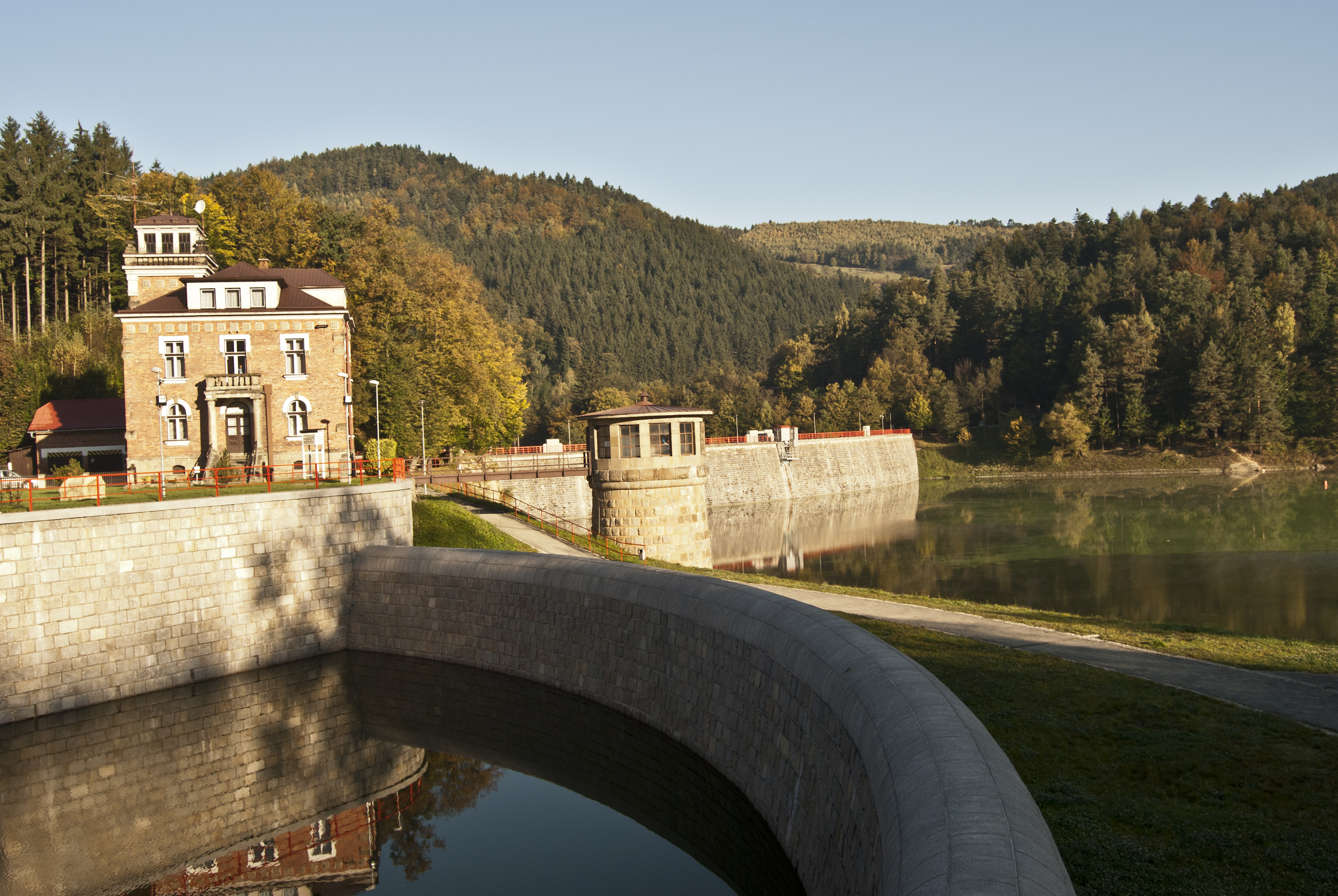
Talsperre Bystřička

Bystřička (deutsch Klein Bistritz) ist eine Gemeinde in Tschechien. Sie liegt sechs Kilometer südlich von Valašské Meziříčí in der mährischen Walachei und gehört zum Okres Vsetín.

## Geographie
Bystřička befindet sich im Nordwesten des Vsetíner Berglandes an der Einmündung der Bystřička in die Vsetínská Bečva. Das Dorf liegt umgeben von bewaldeten steilen Hängen im engen Tal der Bystřička. Am westlichen Ortrand von Bystřička führt in Tal der Vsetínská Bečva die Staatsstraße 57 und die Eisenbahn zwischen Valašské Meziříčí und Vsetín entlang. Östlich liegt der Stausee Bystřička, über dem sich der 678 m hohe Klenov erhebt. Gegen Nordosten liegt die Medůvka (608 m).
Nachbarorte sind Jarcová und Brňov im Norden, Malá Lhota und Velká Lhota im Nordosten, Malá Bystřice und Růžďka im Südosten, Jablůnka im Süden, Pržno im Südwesten, Mikulůvka im Westen sowie Oznice im Nordwesten.

## Geschichte
Die über dem Tal der Bystřice befindliche Burg Freundsberg wurde erstmals 1308 urkundlich erwähnt, als Vok von Kravař die Burg zusammen mit dem oppidum Setteinz vom Meister des Templerordens Ekko für 30 Jahre pachtete. Zuvor hatte Ekko im Jahre 1298 verschiedene nicht näher beschriebene Güter in der Gegend von Protiv von Doubravice als Geschenk erhalten. Bereits im 14. Jahrhundert erlosch die Burg wieder. 1505 bestand an der Stelle der heutigen Siedlung das Dorf Svojanov, das später verlassen wurde.
Im Jahre 1647 gründete Mikuláš Pazmány, Herr auf Vsetín, auf den Fluren von Růžďka das Dorf Na Bystřičkách, das nach dem angrenzenden Fluss benannt ist, dessen Bezeichnung wiederum auf das alttschechische Bystřec (deutsch Wildbach) bzw. die protoslawische Wurzel *-bistr zurückgeht. Seine Bewohner lebten von der Weidewirtschaft und verdienten sich ihr Zubrot durch die Fertigung von Messern und hölzernen Werkzeugen. 1666 lebten in Na Bystřičkách 108 Personen. Am Klenov wurde 1770 ein Kalkbruch aufgenommen und eine Kalkbrennerei errichtet.
1834 hatte Bystřička 371 Einwohner und 1880 waren es 429. Nach der Ablösung der Patrimonialherrschaften im Jahre 1848 wurde Bystřička zum Ortsteil von Růžďka und blieb es bis ins 20. Jahrhundert. 1885 wurde die Eisenbahn von Mährisch Weißkirchen nach Wsetin eingeweiht und in Bystřička entstand eine Bahnstation, die den Namen Růžďka erhielt.
Zwischen 1909 und 1912 entstand die Talsperre an der Bystřička, die zur Wasserversorgung des projektierten Donau-Oder-Elbe-Kanals dienen sollte. 1946 wurde die Bahnstation in Bystřička umbenannt.
1996 wurde Bystřička durch ein schweres Hochwasser geschädigt, im Jahr darauf stiegen die Fluten zum Jahrhunderthochwasser an.

## Gemeindegliederung
Für die Gemeinde Bystřička sind keine Ortsteile ausgewiesen.

## Partnergemeinde
- Bystrička, Slowakei

## Sehenswürdigkeiten
- Stausee Bystřička
- Platz Zámčisko mit Resten der Wallanlagen der Burg Freundsberg aus dem 13./14. Jahrhundert, östlich von Bystřička in einem Seitental der Bystřice am Klenov